# The Bothy Band
The Bothy Band was een band die in de jaren zeventig traditionele Ierse muziek maakte.
Met veel bravoure maakten zij hun albums die nog altijd door de liefhebbers van Ierse folk graag beluisterd worden. De Bothy Band drukte een duidelijk stempel op de later geproduceerde Ierse muziek.
Hieronder de oprichters en latere medewerkers aan de groep:
- Triona Ní Dhomhnaill - klavecimbel, clavinet, zang
- Micheál Ó Dhomhnaill - gitaar, zang
- Dónal Lunny - bouzouki
- Matt Molloy - dwarsfluit, fluit
- Paddy Keenan - uilleann pipes
- Paddy Glackin - viool
- Tommy Peoples - viool (1975)
- Kevin Burke - viool (vanaf 1976)
- Tony MacMahon - accordeon

## Discografie
- 1975 The Bothy Band - Polydor 2383379 Green Linnet 3011
- 1976 Old Hag You Have Killed Me - Polydor 2383417 Green Linnet 3005
- 1977 Out of the Wind - Polydor 2383456 Green Linnet 3013
- 1979 After Hours (Live in Paris) - Green Linnet 3016
- 1983 Best Of the Bothy Band - Polydor 3170583 Green Linnet 3001
- 1994 The Bothy Band - Live in Concert - WindSong WIN060 Green Linnet 3111